# Plastocianina

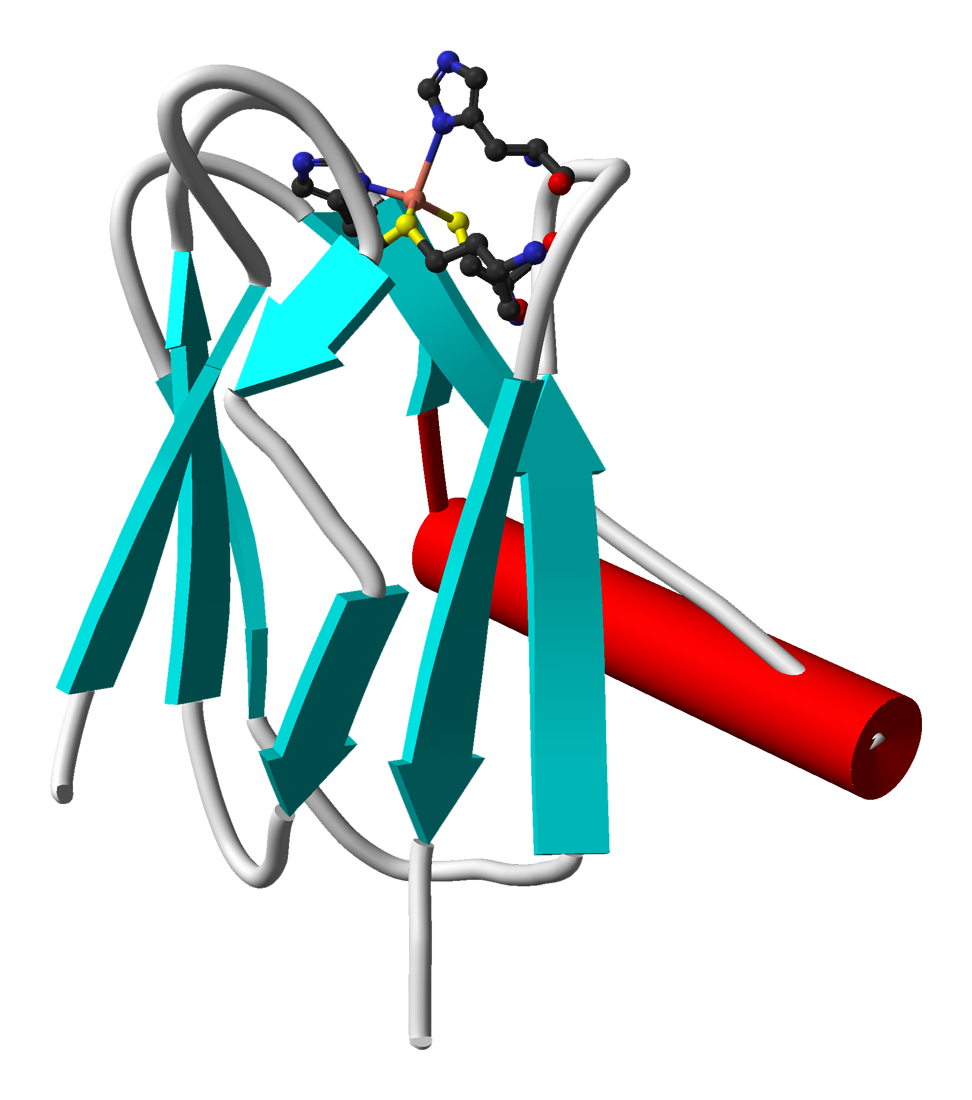
Estructura de PDB 3BQV.

La plastocianina (Pc) és una proteïna contenidora de coure, involucrada en la transferència d'electrons. La proteïna és monomèrica, amb un pes molecular al voltant de 10.500 Da i 99 aminoàcids en la majoria de plantes vasculars. És un membre de la família de les plastocianines de proteïnes relacionades amb el coure.

## Estructura
L'estructura terciària de la proteïna és un full beta, comú en proteïnes que interaccionen amb altres proteïnes. Tot i que la superfície molecular de la plastocianina difereix en cada planta, alga o cianobacteri, l'estructura de la zona d'unió al coure generalment és igual. El lloc d'unió al coure és descrit com una piràmide trigonal deformada. El pla trigonal de la base de la piràmide és format per dos àtoms de nitrogen (N1 i N2) de dues histidines (His), i un àtom de sofre (S1) d'una cisteïna. El segon sofre (S2) d'una metionina axial forma la punta. La deformació es dona en les llargades dels enllaços entre el coure i els sofres que s'hi uneixen. La unió Cu-S1 és més curta (207 picometres) que la unió Cu-S2 (282 pm). La llargada de l'enllaç Cu-S2 desestabilitza la forma del Cu(II) i incrementa el potencial redox de la proteïna. El color blau (597 nm pic d'absorció) és degut a l'enllaç Cu-S1 on hi ha transferència de càrrega entre Spπ a Cudx2-y2.
En la forma reduïda de la plastocianina, la His-87 obté un protó amb un pKa de 4,4. L'obtenció del protó preveu l'actuació com a lligand i la geometria del lloc d'unió al coure esdevé plana trigonal. Mentre la superfície molecular de la proteïna prop el lloc d'unió al coure varia molt poc, totes les plastocianines tenen una seqüència hidròfoba al voltant de la histidina exposada del lloc d'unió al coure. En la plastocianina de les plantes, els residus àcids estan situats als dos costats de tirosina-83, altament conservada. La plastocianina de les algues, i la de les plantes vasculars de la família de les Apiaceae, contenen residus àcids similars, però tenen una forma diferent de la plastocianina de les plantes. En els cianobacteris, la distribució de residus carregats a la superfície és diferent de la plastocianina eucariota i la variació entre diferents espècies de bacteris és gran. Algunes plastocianines de cianobacteris tenen 107 aminoàcids. Tot i que els residus àcids no es conserven en bacteris, el model hidròfob és sempre present. Es creu que aquests models hidròfobs i àcids poden ser llocs de reconeixement o unió per les altres proteïnes involucrades en la transferència d'electrons.

## Funció
En la fotosíntesi, les funcions de la plastocianina com a agent de transferència d'electrons entre el citocrom f del citocrom b₆f complex del fotosistema II i p700+ del fotosistema I. El complex citocrom b6f i el P700+ són ambdues proteïnes de membrana amb residus exposats a la cara del lumen dels tilacoides dels cloroplasts. El citocrom f actua com a donador d'electrons, mentre que el P700+ accepta electrons de la forma reduïda de la plastocianina.

### Reaccions
La plastocianina (Cu2+Pc) és reduïda pel citocrom f segons la següent reacció:
Cu2+Pc + e- → Cu+Pc
Després de la dissociació, la Cu+Pc difon a través del lumen fins que reconeix/s'uneix amb la P700+. La P700+ oxida la Cu+Pc segons la següent reacció:
Cu+ → Cu2+Pc + e-
El potencial redox és al voltant de 370mV i el punt isoelèctric es troba al voltant de 4.